# Gretel II (yacht)
Pour les articles homonymes, voir Gretel (homonymie).
Le monocoque Gretel II a été le challenger australien de la Coupe de l'America (America's Cup) en 1970 se déroulant à Newport aux États-Unis. Il a affronté sans succès le defender américain l'Intrepid (US 22) du New York Yacht Club dessiné par Olin Stephens et barré par Bill Ficker qui avait déjà gagné la compétition en 1967 contre le challenger australien Dame Pattie.

## Construction
La construction de Gretel II a été réalisée en Nouvelle-Galles du Sud par William H. Barnett pour Franck Parker représentant le Royal Sydney Yacht Squadron.

## Carrière

Guidon du RSYS.

Gretel II est un monocoque de série internationale 12 Metre répondant à la norme internationale Third Rule America's Cup. Skippé par Jim Hardy et courant sous le fanion du Royal Sydney Yacht Squadron, il a perdu contre le défender américain Intrepid qui a remporté la course en 4 manches à 1. Il portait le numéro de voile KA-3.
Gretel II, légèrement modifié, a été l'un des 4 yachts concurrents pour devenir le challenger de l'America's Cup de 1977. Il a été éliminé par son concurrent suédois Sveridge et c'est l'Australia qui a été qualifié pour affronter le Courageous américain.
Quelques années plus tard, après être tombé en désuétude, il a été restauré par un groupe de passionnés de voile en 2009. Il est actuellement basé dans la Sydney Wharf Marina à Sydney.